# Letecká nehoda u Dubence
Letecká nehoda u Dubence je letecká nehoda dopravního letadla Tu–154M letecké společnosti Aeroflot, k níž došlo v sobotu 17. listopadu 1990. 

## Popis nehody
Let s nákladem cigaret byl plánován na trase Basilej – Moskva. Požár na palubě ale přinutil posádku k nouzovému přistání; letadlo přistálo na poli u obce Dubenec (okres Trutnov) a shořelo včetně nákladu. Celá šestičlenná posádka přežila se zraněními. (Vzhledem k nákladu cigaret je někdy událost označována jako cigaretový let.)
Jednalo se o ;běžné dopravní letadlo pro cestující, ve kterém zhruba 18 tunový náklad cigaret Winston zaplnil veškeré prostory včetně uliček a kuchyňky ve střední části letadla. Když palubní počítač ohlásil požár, posádka se chystala na nouzové přistání na letišti v Ruzyni, pro více příčin přistála nouzově na poli asi 134 km od Prahy. Za nejpravděpodobnější příčinu se považuje, že jedna z krabic s cigaretami vibracemi z letu zmáčkla páčkový spínač elektrického sporáku. V důsledku toho se balení cigaret stojící přímo na sporáku vzňalo.